# Mi papá tuvo la culpa
Mi papá tuvo la culpa es una película musical mexicana de 1953 escrita y dirigida por José Díaz Morales y protagonizada por Meche Barba, Antonio Aguilar y Fanny Kaufman «Vitola». 

## Argumento
Una trastornada novelista (Fanny Kaufman «Vitola») crea una confusión y lleva a una pareja de enamorados (una bailarina y un ejecutivo de una estación de televisión, interpretados por Antonio Aguilar y Meche Barba) a pensar que son hermanos y que por lo tanto no pueden casarse.

## Reparto
- Meche Barba como Pilar Reyes
- Antonio Aguilar como Luis Arriaga
- Fanny Kaufman «Vitola» como Tía Alma
- Óscar Pulido como Mauricio Arriaga
- Alfredo Varela "Varelita" como Abilio Meyer
- Ana Bertha Lepe como Secretaria
- Maty Huitrón como Secretaria
- Víctor Alcocer como Locutor televisión (no acreditado)
- Dick (Bernardo Zalman Ber Dvorkin) como Mesero
- Pepe Biondi como Mesero
- Carlota Solares como Doña Esperanza
- Otilia Larrañaga como Rita
- Alicia de la Gala como Graciela Palomino
- Alicia Luna como Rosita Montoya
- Vicky Villa
- María Alejandra como Cantante
- Mariachi Perla de Occidente
- Víctor Manuel Castro como Bailarín (no acreditada)
- Elena Luquín como Laura (sirvienta) (no acreditada)
- Humberto Rodríguez como Chofer (no acreditado)
- Manuel «Loco» Valdés como Bailarín (no acreditado)

## Comentarios
Meche Barba luce minúsculos vestuarios en esta comedia ligera, donde la mismísima "Vitola" interpreta un papel de villana atípico en su filmografía.